# Liste der National Natural Landmarks in Georgia
Dies ist eine Liste der National Natural Landmarks in Georgia. In Georgia gibt es elf als National Natural Landmark ausgewiesene Objekte (Stand 2020). Sie wurden zwischen 1966 und 2013 begründet und umfassen Flächen zwischen etwa 125 Hektar und 1497 Quadratkilometern.

## Liste
|    | Name                              | Bild | Eintragung | Ort                                  | County                 | Landbesitzer                               | Beschreibung |
| -- | --------------------------------- | ---- | ---------- | ------------------------------------ | ---------------------- | ------------------------------------------ | --- |
| 1  | Big Hammock Natural Area          |      | 1976       | 31° 51′ 45″ N, 82° 3′ 28,5″ W        | Tattnall               | Staat (Department of Natural Resources)    | Relativ ungestörter immergrüner Laubwald. |
| 2  | Camp E.F. Boyd Natural Area       |      | 1974       | Koordinaten fehlen! Hilf mit.        | Emanuel                | Privat                                     | Einer der besten Vertreter des Sandhügel-Ökosystems der Küstenebene. |
| 3  | Cason J. Calloway Memorial Forest |      | 1972       | 32° 45′ 18″ N, 84° 53′ 34,7″ W       | Harris                 | Privat                                     | Ein sehr gutes Beispiel für den Übergang zwischen östlichen Laub- und südlichen Nadelwaldtypen. |
| 4  | Ebenezer Creek Swamp              |      | 1976       | 32° 22′ 29,4″ N, 81° 13′ 53,6″ W     | Effingham              | Privat                                     | Der beste verbliebene Sumpfwald im Savannah-River-Becken. |
| 5  | Heggie’s Rock                     |      | 1980       | 33° 32′ 29,8″ N, 82° 15′ 13,1″ W     | Columbia               | County, Privat (The Nature Conservancy)    | Das beste Beispiel im östlichen Nordamerika für die endemische Flora, die sich auf Granitaufschlüsse beschränkt.                                                                                                 |
| 6  | Lewis Island Tract                |      | 1974       | 31° 24′ 0″ N, 81° 30′ 0″ W           | McIntosh               | Staat (Department of Natural Resources)    | Einer der ausgedehntesten Laubholzsümpfe in Georgia. |
| 7  | Marshall Forest                   |      | 1966       | Rome 34° 15′ 3,2″ N, 85° 11′ 43,4″ W | Floyd                  | Privat                                     | Ein Weihrauch-Kiefer-Fichtenkiefernwald, von dem angenommen wird, dass er nach einem Feuer entstanden ist, das etwa zu der Zeit stattfand, als die Cherokee-Indianer gewaltsam nach Oklahoma verschleppt wurden. |
| 8  | Okefenokee Swamp                  |      | 1974       | 30° 37′ 0″ N, 82° 19′ 0″ W           | Charlton, Clinch, Ware | Bund (Okefenokee National Wildlife Refuge) | Eines der größten und ursprünglichsten Sumpfgebiete des Landes. |
| 9  | Panola Mountain                   |      | 1980       | 33° 38′ 7″ N, 84° 10′ 13″ W          | Rockdale               | Staat (Department of Natural Resources)    | Der natürlichste und ungestörteste Inselberg aus freiliegendem Granitgestein in der biophysiographischen Region Piedmont.                                                                                        |
| 10 | Wassaw Island                     |      | 1967       | 31° 54′ 1,1″ N, 80° 58′ 55,9″ W      | Chatham                | Bund (Wassaw National Wildlife Refuge)     | Einzige Barriereinsel in Georgia mit einem unversehrten Waldbestand. |
| 11 | Wade Tract Preserve               |      | 2013       | 30° 45′ 0″ N, 84° 0′ 0″ W            | Thomas                 | Privat                                     | Alt eingewachsene Sumpf-Kiefern-Savanne. |